# شاومي مي 11
شاومي مي 11 (بالإنجليزية: Xiaomi Mi 11)‏ هو هاتف ذكي يعمل بنظام أندرويد  طورته شركة شاومي الصينية،  وأطلقته في 28 ديسمبر 2020. يعمل الجهاز بنظام أندرويد 11 مع واجهة أم آي يوه آي 12 المخصص من شاومي.
تصميم Xiaomi Mi 11 مشابه لتصميم Mi 10، مع الحفاظ على تصميم الكاميرا الأمامية في الزاوية اليسرى العليا. يستخدم Mi 11 Corning Gorilla Glass Victus على جانبي الجهاز. يستخدم الجزء الأمامي من الهاتف سماعة أذن مخفية. كتوفر منه خمسة ألوان: الأسود، والأبيض، والأزرق، والأرجواني الدخاني، والبني. الثلاثة الأولى تستخدم زجاجًا مضادًا للوهج والأخران يستخدمان جلدًا نباتيًا. نظرًا لاختلاف المواد، يختلف سمك ووزن الجهاز أيضًا.
الجزء الخلفي من Mi 11 مصنوع من الزجاج المعالج بال AG أو بلاستيك البولي كربونات الشبيه بالجلد. النسخة ذات الأساس الزجاجي للغطاء الخلفي أثقل بحوالي 2 جرام من إصدار البولي كربونات. يحتوي الركن الأيسر العلوي من الغطاء الخلفي على إعداد ثلاثي الكاميرا الخلفية، والتي توجد في مستطيل دائري الشكل. الجانب الأيسر من منطقة الكاميرا عبارة عن منطقة سوداء على شكل مضمار السباق، مع وضع مستشعر الكاميرا الرئيسي في الجزء العلوي ومستشعر الزاوية العريضة في الجزء السفلي.
توجد حلقة فضية لامعة على الكاميرا الرئيسية، وهي بارزة قليلاً، مما يعكس تصميم Mi 9 و Mi CC9 ونماذج أخرى.

## روابط خارجية
- الموقع الرسمي
- مراجعة شاومي مي 11